# I Hate Everything About You
Singles de Three Days Grace
Just Like You
(2004)
Pistes de Three Days Grace
"Just Like You" "Home"
I Hate Everything About You est le premier single du groupe Three Days Grace. Premier extrait de leur premier album Three Days Grace, c'est le morceau qui les a fait connaître.

## Clip vidéo
Le clip montre un adolescent qui découvre que sa petite amie le trompe, un autre adolescent qui a un père ivre et violent, et une fille qui avait des relations étroites avec son petit ami et se sent utilisée. Le garçon dont le père est un alcoolique est représenté en train de casser des bouteilles de boissons alcoolisées, l'adolescent qui a découvert que sa petite amie l'a trompé brise des photographies d'eux, et la jeune fille est représentée en train de détruire un ordinateur portable qui a un dessin d'un cœur avec ses initiales ainsi que celles de son petit ami. Chacune de ces personnes représente une relation où ils passent par un moment qui leur fait prendre conscience de leur haine envers l'autre, mais se demandent pourquoi ils se soucient encore de cette personne. La vidéo est la seule du groupe avec seulement trois membres, comme Barry Stock a rejoint le groupe peu de temps après le tournage.